# 青木幸弘
青木 幸弘（あおき ゆきひろ、1956年 - ）は、日本の経営学者。学習院大学副学長・経済学部経営学科教授。
専攻はマーケティング論、とりわけ、消費者行動論、ブランド論。日本消費者行動研究学会副会長。

## 来歴
- 1956年 - 群馬県桐生市生まれ。
- 1974年3月 - 群馬県立桐生高等学校卒業。
- 1978年3月 - 学習院大学経済学部経営学科卒業、田島義博ゼミ[1]。
- 1983年3月 - 一橋大学大学院商学研究科博士課程単位修得、田内幸一ゼミ[2]。
- 1983年4月 - 一橋大学商学部助手。
- 1984年4月 - 関西学院大学商学部専任講師。
- 1988年4月 - 関西学院大学商学部助教授。
- 1995年4月 - 学習院大学経済学部経営学科教授。
- 2013年 - 学習院大学副学長。

## 学外での活動
- 経済産業省製造産業局戦略的デザイン活用研究会座長
- 公益財団法人シキシマ学術・文化振興財団評議員
- 日本消費者行動研究学会会長（2001年 - 2002年）[3]。
- 日本消費者行動研究学会副会長・学会誌『消費者行動研究』編集長
- 日本商業学会関東部会代表理事
- 日本マーケティング学会常任理事（ジャーナル担当）
- 日本ダイレクトマーケティング学会理事
- 日本マーケティング・サイエンス学会会員

## 主著
- 『店頭研究と消費者行動分析』、誠文堂新光社、1989年（共編著）
- 『戦略的ブランド管理の新展開』、中央経済社，1996年（共編著）
- 『最新ブランド・マネジメント体系』、日経広告研究所、1997年（共編著）
- 『ブランド・ビルディングの時代』、電通、1999年（共著）
- 『ブランド･コミュニケーションの理論と実際』、東急エージェンシー、2000年（監訳）
- 『ブランド構築と広告戦略』、日経広告研究所、2000年（共編著）
- 『ブランド資産価値経営』、日本経済新聞社、2002年、（監訳）
- 『製品・ブランド戦略』、有斐閣、2004年（共編著）
- 『消費者行動研究の新展開』、千倉書房、2004年（共著）
- 『ライフコース・マーケティング』、日本経済新聞出版社、2008年（共編著）
- 『マーケティング』、有斐閣、2010年（共著）
- 『日本型マーケティングの新展開』有斐閣、2010年（共編著）
- 『消費者行動の知識』日本経済新聞出版社、2010年（単著）
- 『消費者行動論--マーケティングとブランド構築への応用』有斐閣、2012年（共編著）